# Gare de Thiéfosse
La gare de Thiéfosse  était une gare ferroviaire française, de la ligne de Remiremont à Cornimont, située sur le territoire de la commune de Thiéfosse, dans le département des Vosges en Lorraine. 
Elle est mise en service en 1879 par la Compagnie des chemins de fer de l'Est et fermée, en 1989 aux voyageurs et en 1992 aux marchandises par la Société nationale des chemins de fer français (SNCF). Un service de cars TER Lorraine dessert la commune.

## Situation ferroviaire
Établie à 433 mètres d'altitude, la gare de Thiéfosse était située au point kilométrique (pk) 11,38 de la ligne de Remiremont à Cornimont, entre les gares de Zainvillers et de Saulxures-sur-Moselotte.

## Histoire
La gare de Thiéfosse est mise en service le 6 septembre 1879 par la Compagnie des chemins de fer de l'Est lorsqu'elle ouvre à l'exploitation la ligne de Remiremont à Cornimont, dite aussi « ligne de la Moselotte », dont la Compagnie anonyme du chemin de fer de la Moselotte, concessionnaire, lui a confié l'exploitation. 
En 1880, le résultat de l'exploitation de la station de Thiéfosse est d'un total de 6 014,35 fr, pour : 3 443,85 fr recette voyageurs, 108,05 fr recette bagages et messageries, 2 462,45 fr recette petite vitesse (marchandises).
Le déclassement de la ligne le 11 juillet 1994 ferme la gare à toute activité ferroviaire.
En 2012, le bâtiment voyageurs est toujours présent. Il est situé à proximité de la voie verte des Hautes-Vosges qui emprunte le parcours de l'ancienne ligne du chemin de fer.

## Service des voyageurs
La halte est fermée et désaffectée, la gare en service la plus proche est celle de Remiremont. Un service de cars TER Lorraine (ligne 9) dessert la commune.